# 인두 자인

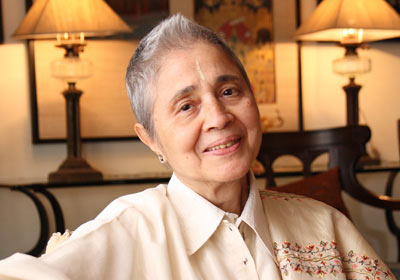

인두 자인(Indu Jain, 1936년 9월 8일 ~ 2021년 5월 13일)은 인도의 언론 사업가로, 타임스 그룹의 회장을 맡았다.
그룹 회장이었던 남편 아쇼크 쿠마르 자인이 1999년 사망한 뒤 타임스 그룹의 회장직을 맡았다. 이 그룹은 타임스 오브 인디아를 포함해 여러 언론사를 가지고 있으며, 2012년 기준으로 총 11000명의 직원으로 인도 언론 전체의 38%를 점유하고 있다.
2006년 포브스는 인두 자인을 240억 달러의 재산을 가진 세계 317번째 부자로 기록했다. 인두 자인은 포브스를 사생활 침해로 고소했지만 델리 고등 법원에서 기각되었다. 2007년에는 아시아에서 가장 재산이 많은 여성으로 불렸다.
코로나19 범유행중인 2021년 5월 13일 코로나19에 의한 합병증으로 델리에서 사망하였다.